# Petar Slapničar
Petar Slapničar (Split, 2. srpnja 1932.), hrvatski političar i sveučilišni profesor.

## Životopis
Osnovnu školu i klasičnu gimnaziju završio je u Splitu. Diplomirao je elektroniku 1957. godine na Elektrotehničkom fakultetu u Zagrebu, a doktorirao je 1977. godine. Od 1962. radi na Fakultetu elektrotehnike, strojarstva i brodogradnje (FESB) u Splitu, gdje napreduje do položaja redovitog profesora (1978.).
Početkom 1970-ih boravi u SAD-u kao stipendist Fulbrightovog programa na Stanford University u Kaliforniji te radi kao vanjski suradnik NASA-ina Ames Research Centera na problemima lučnog izboja. Za taj rad dobio je od NASA-e posebno priznanje.
Bio je dekan FESB-a u dva mandata od 1976. do 1980. godine u periodu kada je izgrađena nova zgrada fakulteta. Godine 1994. izabran je za rektora Sveučilišta u Splitu s četverogodišnjim mandatom. Za njegova mandata donesen je statut Sveučilišta, obnovljena je zgrada rektorata, Sveučilištu je dodijeljen prostor bivše vojarne Visoka (70.000 m2 za smještaj budućeg kampusa, osnovan je Medicinski fakultet te Umjetnička akademija u Splitu.
Slapničar je početkom 1990-ih bio aktivan i u političkom životu Splita. Godine 1991. postao je predsjednik Skupštine općine Split (gradonačelnik), u teškom trenutku za Split i Hrvatsku. U to vrijeme Split bilježi ekonomsku stagnaciju zbog ratnih okolnosti.